# Рідків
Рі́дків — село в Україні,у Крупецькій сільській громаді Дубенського району Рівненської області. Населення становить 539 осіб.

## Географія
Село розташоване на лівому березі річки Хотін.

## Історія
У 1906 році село Теслугівської волості Дубенського повіту Волинської губернії. Відстань від повітового міста 45 верст, від волості 9. Дворів 114, мешканців 732.
7 (20) листопада 1917 року, відповідно до Третього Універсалу Української Центральної Ради, увійшло до складу Української Народної Республіки.
До 2020 року — центр Рідківської сільської ради. 
12 червня 2020 року, відповідно до розпорядження Кабінету Міністрів України № 722-р від «Про визначення адміністративних центрів та затвердження територій територіальних громад Рівненської області», увійшло до складу Крупецької сільської громади Радивилівського району.
19 липня 2020 року, в результаті адміністративно-територіальної реформи та ліквідації Радивилівського району, село увійшло до складу Дубенського району.

## У селі народилися
- фотохудожник Анатолій Мізерний[5],
- Нечипорук Андрій Дмитрович (1981—2014) — солдат, Збройні сили України, учасник російсько-української війни[6].